# José Antonio Salguero
José Antonio Salguero (Fuente de Piedra, 1960. január 25. –) spanyol labdarúgó, a Real Madrid korábbi hátvédje.

## Pályafutása

### Klubcsapatokban
Salguero a spanyol másodosztályú CD Málaga csapatában kezdett el futballozni, majd 1980-ban a Real Madrid fiókcsapaának számító Castilla szerződtette. A Real Madrid felnőtt csapatában 1981 és 1987 között futballozott; nyolcvanhárom élvonalbeli mérkőzésen nyolc gólt szerzett, kétszer lett spanyol bajnok (1986, 1987), egyszer-egyszer spanyol kupa- (1982) és ligakupagyőztes (1985), valamint kétszer nyert UEFA-kupát (1985, 1986), illetve játszott az 1983-as kupagyőztesek Európa-kupája-döntőjében. 1987 és 1992 között a szintén élvonalbeli Sevilla csapatában futballozott, százhetvennyolc bajnoki mérkőzésen szerepelt. 1992-ben a spanyol másodosztályú Mérida csapata szerződtette; a klubbal 1995-ben megnyerte a spanyol másodosztályt, azonban az élvonalban szereplő csapatban nem lépett pályára, a szezon végén felhagyott a profi labdarúgással.

### A válogatottban
Többszörös spanyol utánpótlás válogatott.

## Sikerei, díjai
- Real Madrid
  - Spanyol bajnok: 1985–86, 1986–87
  - Spanyol kupagyőztes: 1981–82
  - Spanyol ligakupagyőztes: 1985
  - UEFA-kupa győztes: 1984–85, 1985–86
- Mérida
  - Spanyol másodosztályú bajnok: 1994–95